# Christian Nyby
Christian Nyby (Los Angeles, 1º settembre 1913 – Temecula, 17 settembre 1993) è stato un regista e montatore statunitense.
Come montatore è accreditato di diciassette film dal 1943 al 1952. Dal 1953 al 1975 fu un regista di film ma soprattutto di serie televisive.

## Biografia
Di origine danese, iniziò la sua carriera di montatore negli anni 1940. Si occupò del montaggio di quattro film diretti da Howard Hawks: Acque del sud (1944), Il grande sonno (1946), Il fiume rosso (1948) e Il grande cielo (1952). 
Ottenne la candidatura al premio Oscar per il miglior montaggio per il fiume rosso. Aveva iniziato la sua carriera cinematografica nella divisione carpenteria presso gli studi di Hollywood, riuscendo a diventare montatore, giungendo poi alla sua prima regia nel 1951 con la produzione Hawks, La cosa da un altro mondo, che ebbe immediato successo.
Nyby divenne un prolifico regista di serie televisive nel periodo che va dagli inizi degli anni 50 alla metà degli anni 1970. Dick Vosburgh scrisse nel suo necrologio "Dopo aver montato il film di Hawks, Il grande cielo (1952), Nyby si dedicò alla televisione dirigendo Private Secretary, che andò avanti per quattro anni. Diresse inoltre diversi episodi di The Twilight Zone, I Spy, Lassie, Adam 12, Perry Mason, The Rockford Files, The Six Million Dollar Man, Ironside e Kojak. Diede il meglio di sé in serie televisive western com Gunsmoke, Bonanza, Wagon Train e Gli uomini della prateria." Diresse inoltre altri quattro film Hell on Devil's Island (1957), I lupi del Texas (1965), Operation C.I.A. (1965), il primo ruolo di Burt Reynolds, e First to Fight (1967).
La sua regia cinematografica più nota fu La cosa da un altro mondo (1951), che continua ad attrarre spettatori e critici cinematografici oltre cinquant'anni dopo la sua uscita e che nel 2001 è stato indicato per essere conservato presso l'US National Film Registry. Il suo accreditamento come regista è stato messo in dubbio da diversi critici; Howard Hawks, il produttore del film, rimase sul set per lunghe sessioni durante le riprese, ed era considerato uno dei più grandi registi del tempo. lo stesso Nyby commentò nel 1982:
()
Nyby era il padre di Christian I. Nyby II, anch'egli un prolifico regista televisivo, e Kirkland Royal Nyby, che mentre studiava legge fece alcune apparizioni come attore negli anni 1970 come Kirk Nyby, prima di indirizzarsi alla carriera legale in California.
Nyby morì all'età di ottant'anni a Temecula.

## Filmografia

### Regista
- La cosa da un altro mondo (The Thing from Another World) (1951)

### Montatore
- Acque del sud , regia di Howard Hawks (1944)
- Il grande sonno . regia di Howard Hawks  (1946)
- Il fiume rosso. regia di Howard Hawks (1948)
- My Girl Tisa, regia di Elliott Nugent (1948)
- Il grande cielo, regi di Howard Hawks (1952)